# São João do Jaguaribe
São João do Jaguaribe este un oraș în statul Ceará (CE) din Brazilia.